# United Cup
United Cup — це міжнародні змагання з тенісу на твердому покритті, в яких беруть участь команди різної статі з 18 країн. Перший захід відбувся з грудня 2022 року по січень 2023 року. Турнір проводиться в кількох австралійських містах протягом 11 днів напередодні Відкритого чемпіонату Австралії з тенісу.

## Історія
Турнір було оголошено 7 серпня 2022 року на заміну Кубка ATP, чоловічого командного турніру, заснованого у 2020 році ATP та Tennis Australia. Хоча турнір пропонував великі призові кошти, його проведення було ускладнено низькою відвідуваністю та впливом пандемії COVID-19. Нові змагання вважалися більш схожими на турнір Кубка Гопмана, який раніше проводився в Перті з 1989 по 2019 рік.
Це перший командний турнір зі змішаними гравцями, який пропонує своїм гравцям бали як у рейтингах ATP, так і в рейтингах WTA, з максимумом у 500 очок для переможців.

## Турнір

### Формат
Перший тиждень міжнародних командних змагань включає груповий етап, у якому шість груп по три країни грають одна з одною за круговою системою. Одна група з кожного міста проводить усі свої матчі вранці, а інша — у вечірній час.
У 2023 році переможці груп з кожного міста зіграють у міському фіналі за одне з трьох місць у півфіналі. Цей міський фінал проводиться в один день, вранці та ввечері. З трьох команд, що програли, та, яка має найкращий результат на той момент, стає четвертим півфіналістом. У 2024 році шість переможців груп разом із двома найкращими командами, що посіли друге місце, з кожного міста-господаря вийшли до чвертьфіналу.
Перед півфіналами та фіналом у Сіднеї виділено день для подорожі.
У 2023 році фінал відбувся в один день. Якщо переможець нічиєї буде визначено після одиночних матчів, матч змішаного парного розряду не буде зіграно.
У 2023 році кожен матч складався з п'яти матчів: двох одиночних матчів серед чоловіків, двох одиночних матчів серед жінок та одного матчу у змішаному парному розряді. У 2024 році кожен матч складався з трьох матчів (одиночних матчів серед чоловіків, одиночних матчів серед жінок та змішаного парного розряду).
У 2023 році кожен матч був розділений на дві сесії, що проводилися в різні дні: два матчі в перший день і три матчі в другий день. У 2024 році три матчі проводилися в один день.

### Кваліфікація
18 країн кваліфікуються наступним чином:
- Шість країн на основі рейтингу ATP, де їхній гравець посідає перше місце в одиночному розряді
- Шість країн на основі рейтингу WTA, де їхня гравчиня посідає перше місце в одиночному розряді
- Фінальні шість країн на основі сумарного рейтингу їхніх гравців, які посідають перші місця в рейтингах ATP та WTA.

В обмін на право бути країною-господаркою, Австралії гарантовано одне з місць, зарезервованих для команд з найкращим сумарним рейтингом, якщо вона не зможе кваліфікуватися самостійно.
У 2023 році кожна країна мала трьох гравців з одиночного розряду та гравця з парного розряду для кожної статі. У 2024 році кожен країна мала двох гравців з одиночного розряду та гравця з парного розряду для кожної статі.

## Місце проведення
| Фото | Назва              | Дата відкриття | Кількість місць | Розташування | Подія        | Мапа |
| ---- | ------------------ | -------------- | --------------- | ------------ | ------------ | --- |
|      | Pat Rafter Arena   | 2009           | 5,500           | Брісбен      | 2023         | Помилка Lua у Модуль:Location_map/multi у рядку 13: Модуль:Location map: Ні "Модуль:Location map/data/Australia" ні "Шаблон:Карта розташування Australia" не існують (див. документацію Модуль:Location map та Шаблон:Карта розташування). |
|      | RAC Arena          | 2012           | 15,500          | Перт         | 2023–present | Помилка Lua у Модуль:Location_map/multi у рядку 13: Модуль:Location map: Ні "Модуль:Location map/data/Australia" ні "Шаблон:Карта розташування Australia" не існують (див. документацію Модуль:Location map та Шаблон:Карта розташування). |
|      | Ken Rosewall Arena | 1999           | 10,500          | Сідней       | 2023–present | Помилка Lua у Модуль:Location_map/multi у рядку 13: Модуль:Location map: Ні "Модуль:Location map/data/Australia" ні "Шаблон:Карта розташування Australia" не існують (див. документацію Модуль:Location map та Шаблон:Карта розташування). |

## Фінали
| Рік  | Чемпіон   | Фіналіст | Рахунок |
| ---- | --------- | -------- | ------- |
| 2023 | США       | Італія   | 4–0     |
| 2024 | Німеччина | Польща   | 2–1     |
| 2025 | США       | Польща   | 2–0     |